# Cestrum laurifolium
Cestrum laurifolium är en potatisväxtart som beskrevs av L'hér. Cestrum laurifolium ingår i släktet Cestrum och familjen potatisväxter. Inga underarter finns listade i Catalogue of Life.